# Српски фудбалски клубови у европским такмичењима 2008/09.
Српски фудбалски клубови у европским такмичењима 2008/09. имали су четири представника и то:
- Партизан у квалификацијама за Лигу шампиона од другог кола као првак из претходне сезоне;
- Црвена звезда у квалификацијама за Куп Уефа од другог кола као другопласирани тим лиге;
- Војводина у квалификацијама за Куп Уефа од првог кола као трећепласирани тим лиге;
- Борац Чачак у квалификацијама за Куп Уефа од првог кола као четвропласирани тим лиге;
- ОФК Београд у Интертото купу од другог кола.

## Партизан у УЕФА Лиги шампиона

### Друго коло квалификација
| Интер Баку   | 1 : 1 Извештај | Партизан     |
| ------------ | -------------- | ------------ |
| Златинов 84’ |                | Богуновић 4’ |

| Партизан              | 2 : 0 Извештај | Интер Баку |
| --------------------- | -------------- | ---------- |
| Жука 61’ · Дијара 83’ |                |            |

Партизан се укупним резултатом 3:1 пласирао у треће коло квалификација за Лигу шампиона.

### Треће коло квалификација
| Партизан                     | 2 : 2 Извештај | Фенербахче                   |
| ---------------------------- | -------------- | ---------------------------- |
| Пауновић 10’ · Богуновић 14’ |                | Алекс 45’ (пен.) · Гвиза 50’ |

| Фенербахче              | 2 : 1 Извештај | Партизан  |
| ----------------------- | -------------- | --------- |
| Шентурк 28’ · Алекс 58’ |                | Тошић 76’ |

Фенербахче се укупним резултатом 4:3 пласирао у групну фазу Лиге шампиона, док је Партизан такмичење наставио у првом колу Купа УЕФА.

## Партизан у Купу УЕФА

### Прво коло
| Темишвар  | 1 : 2 Извештај | Партизан                  |
| --------- | -------------- | ------------------------- |
| Букур 25’ |                | Тошић 35’ · Богуновић 69’ |

| Партизан       | 1 : 0 Извештај | Темишвар |
| -------------- | -------------- | -------- |
| Стевановић 70’ |                |          |

Партизан се укупним резултатом 3:1 пласирао у групну фазу Купа УЕФА.

### Група Ц
Партизан је на жребу 7. октобраа 2008. из трећег шешира сврстан у групу Ц.
| Табела групе Ц | ИГ | Д | Н | И | ГД | ГП | ГР | Бод. |
| -------------- | -- | - | - | - | -- | -- | -- | ---- |
| Стандард Лијеж | 4  | 3 | 0 | 1 | 5  | 1  | +4 | 9    |
| Штутгарт       | 4  | 2 | 1 | 1 | 6  | 3  | +3 | 7    |
| Сампдорија     | 4  | 2 | 1 | 1 | 4  | 5  | -1 | 7    |
| Севиља         | 4  | 1 | 1 | 2 | 5  | 2  | +3 | 4    |
| Партизан       | 4  | 0 | 0 | 4 | 1  | 8  | -7 | 0    |

| Партизан   | 1 : 2 Извештај | Сампдорија                |
| ---------- | -------------- | ------------------------- |
| Дијара 33’ |                | Бонацоли 20’ · Десена 55’ |

| Штутгарт       | 2 : 0 Извештај | Партизан |
| -------------- | -------------- | -------- |
| Гомез 77’, 80’ |                |          |

| Партизан | 0 : 1 Извештај | Сампдорија     |
| -------- | -------------- | -------------- |
|          |                | Де Камарго 36’ |

| Севиља                                     | 3 : 0 Извештај | Партизан |
| ------------------------------------------ | -------------- | -------- |
| Луис Фабијано 32’ (пен.), 73’ · Ренато 46’ |                |          |